# Lotyšská fotbalová reprezentace do 21 let
Lotyšská fotbalová reprezentace do 21 let je lotyšská mládežnická fotbalová reprezentace složená z hráčů do 21 let, která spadá pod Lotyšskou fotbalovou federaci (LFF – Latvijas Futbola federācija). Reprezentuje Lotyšsko v kvalifikačních cyklech na Mistrovství Evropy hráčů do 21 let a v případě postupu i na těchto šampionátech. 

Fotbalisté musí být mladší 21. roku na začátku kvalifikace, to znamená, že na evropském šampionátu poté mohou startovat i poněkud starší.
Lotyšská reprezentace do 21 let byla založena po získání nezávislosti země na SSSR v roce 1991. Poprvé zasáhla do kvalifikace na 
Mistrovství Evropy U21 1996 v září 1994.
Ve své historii se zatím neprobojovala na závěrečný turnaj Mistrovství Evropy hráčů do 21 let.

## Účast na závěrečném turnaji ME U21
Zdroj:
| Rok    | Kolo                | Umístění            | Záp.                | V                   | R                   | P                   | VG                  | OG                  |
| ------ | ------------------- | ------------------- | ------------------- | ------------------- | ------------------- | ------------------- | ------------------- | ------------------- |
| 1994   | neúčastnila se      | –                   | –                   | –                   | –                   | –                   | –                   | –                   |
| 1996   | nekvalifikovala se  | –                   | –                   | –                   | –                   | –                   | –                   | –                   |
| 1998   | nekvalifikovala se  | –                   | –                   | –                   | –                   | –                   | –                   | –                   |
| 2000   | nekvalifikovala se  | –                   | –                   | –                   | –                   | –                   | –                   | –                   |
| 2002   | nekvalifikovala se  | –                   | –                   | –                   | –                   | –                   | –                   | –                   |
| 2004   | nekvalifikovala se  | –                   | –                   | –                   | –                   | –                   | –                   | –                   |
| 2006   | nekvalifikovala se  | –                   | –                   | –                   | –                   | –                   | –                   | –                   |
| 2007   | nekvalifikovala se  | –                   | –                   | –                   | –                   | –                   | –                   | –                   |
| 2009   | nekvalifikovala se  | –                   | –                   | –                   | –                   | –                   | –                   | –                   |
| 2011   | nekvalifikovala se  | –                   | –                   | –                   | –                   | –                   | –                   | –                   |
| 2013   | nekvalifikovala se  | –                   | –                   | –                   | –                   | –                   | –                   | –                   |
| 2015   | nekvalifikovala se  | –                   | –                   | –                   | –                   | –                   | –                   | –                   |
| 2017   | probíhá kvalifikace | probíhá kvalifikace | probíhá kvalifikace | probíhá kvalifikace | probíhá kvalifikace | probíhá kvalifikace | probíhá kvalifikace | probíhá kvalifikace |
| Celkem | 0 účastí z 11       | –                   | –                   | –                   | –                   | –                   | –                   | –                   |

Legenda:

Záp: odehrané zápasy, V: výhry, R: remízy, P: prohry, VG: vstřelené góly, OG: obdržené góly, červený rámeček znamená automatickou kvalifikaci (jakožto pořadatel)